# Luciano Pavarotti
Luciano Pavarotti (n. 12 octombrie 1935, Modena, Italia – d. 6 septembrie 2007, Modena, Italia) a fost un celebru tenor al secolului XX. Legendă a muzicii de operă, Pavarotti a fost singurul cântareț de operă care a vândut mai mult de 100 de milioane de înregistrări.

## Viața
S-a născut la Modena, în nordul Italiei, pe 12 octombrie 1935. A murit tot la Modena, în urma unui cancer la pancreas, pe 6 septembrie 2007. În copilărie a făcut mult sport, fiind și la o vârstă înaintată pasionat de fotbal, tenis și călărie.
A debutat pe scena sălii de operă din Reggio Emilia, pe 29 aprilie 1961, cu aria lui Rodolfo din „La Boema” de Puccini. Pavarotti a avut patru fete, trei din prima căsătorie cu Adua și o fată împreună cu a doua soție, Nicoletta Mantovani.
Pe 11 august 1999, Luciano Pavarotti a susținut un concert extraordinar în aer liber, pe o scenă ridicată în Piața Constituției (Palatul Parlamentului) din București, având în program canțonete și arii din opere.
Luciano Pavarotti a susținut ultimul său concert în februarie 2006, la deschiderea Jocurilor Olimpice de Iarnă de la Torino, când a interpretat aria Nessun dorma. Din cauza condiției sale fizice precare, cauzate de cancerul care îl măcina, ar fi fost prea periculos pentru el să riște o prestație live în fața unei audiențe globale, așa că aceasta a fost prima (și ultima) dată în cariera sa când marele tenor a făcut playback.

## Discografie

„Pavarotti” - sculptură în lemn de C. Teodorescu expusă în Parcul Circul de Stat din București

### Opera
- 1980 La bohème
- 1984 Andrea Chénier
- 1984 Requiem
- 1985 Turandot
- 1985 Rigoletto
- 1985 La Gioconda
- 1985 Mefistofele
- 1985 Un ballo in maschera
- 1985 Lucia di Lammermoor
- 1986 Il Trovatore
- 1986 La fille du Regiment
- 1986 L'elisir d'amore
- 1986 Guglielmo Tell
- 1986 Der Rosenkavalier
- 1986 La sonnambula
- 1987 Madama Butterfly
- 1987 I Puritani
- 1988 Tosca
- 1988 Idomeneo
- 1988 Norma
- 1988 Cavalleria rusticana - Pagliacci
- 1989 Rigoletto
- 1990 Maria Stuarda
- 1990 Aida
- 1990 La favorita
- 1990 La Bohème
- 1990 L'elisir d'amore
- 1991 La Traviata
- 1991 Otello
- 1992 Beatrice di Tenda
- 1993 La traviata - Highlights
- 1993 Manon Lescaut
- 1993 Macbeth
- 1995 Il trovatore
- 1997 Petite Messe Solennelle - Stabat Mater
- 1997 I Lombardi
- 1998 Ernani
- 1998 Rigoletto
- 1998 Un ballo in maschera
- 1998 Il Trovatore
- 1999 Tosca - Highlights
- 2000 Rigoletto - Highlights
- 2000 Il Trovatore
- 2001 Bellini
- 2001 Luisa Miller
- 2002 Un ballo in maschera - dvd
- 2003 Luisa Miller
- 2004 La Bohème - Highlights
- 2004 Turandot - Highlights
- 2004 Puccini
- 2005 Luciano Pavarotti

### Colecții
- 1979 O sole mio
- 1984 Mamma
- 1985 Passione
- 1989 Tutto Pavarotti
- 1990 The essential Pavarotti
- 1993 Ti amo Puccini's greatest love songs
- 1997 Pavarotti plus
- 1997 Pvarotti greatest hits
- 1998 Great duets & trios - Live
- 1998 Notte d'amore
- 1998 Donizetti Arias
- 1998 Arias & Duets - Freni Pavarotti
- 1999 Verdi Arias - La donna e mobile
- 2001 Quarant'anni per la Lirica
- 2001 Live recital
- 2001 Nessun dorma
- 2001 The Pavarotti Edition
- 2002 The Singers
- 2003 Ti adoro
- 2004 Pavarotti Plus
- 2004 The best of Luciano Pavarotti
- 2004 Pavarotti in Central Park
- 2004 Pavarotti și Levine in recital
- 2005 For lovers only
- 2006 Pavarotti and friends